# Massepha
Massepha é um gênero de mariposa pertencente à família Crambidae.